# Alterraun Verner
Alterraun Ennis Verner (Orange, 13 novembre 1988) è un ex giocatore di football americano statunitense che ha militato nel ruolo di cornerback nella National Football League (NFL). Fu scelto nel corso del quarto giro (104º assoluto) del Draft NFL 2010 dai Tennessee Titans. Al college ha giocato a football a UCLA.

## Carriera professionistica

### Tennessee Titans
Verner fu scelto nel corso del quarto giro del Draft NFL 2010 dai Tennessee Titans. Il 10 ottobre 2010 fece registrare il suo primo intercetto in carriera ai danni di Tony Romo  dei Dallas Cowboys. It was a screen play thrown by Tony Romo. Nel turno successivo intercettò un altro passaggio di Trent Edwards. Il terzo intercetto stagionale lo fece registrare il 19 dicembre sul quarterback degli Houston Texans Matt Schaub. Verner disputò tutte le 16 gare nella sua stagione da rookie 12 delle quali come titolare, terminando con 101 tackle, 3 intercetti e un fumble forzato. La stagione successiva non fu altrettanto positiva: Verner disputò tre sole gare come titolare, con 49 tackle e un intercetto. Si rifece nella stagione 2012, disputando per la prima volta tutte le 16 gare come titolare, mettendo a segno 82 tackle e 2 intercetti ritornati per 11 yard complessive.
Il primo intercetto della stagione 2013, Verner lo mise a segno nella settimana 2 contro gli Houston Texans e altri due nella settimana 4 nella vittoria sui New York Jets, gara in cui recuperò anche un fumble, venendo premiato come miglior difensore della AFC della settimana. La sua stagione terminò con 57 tackle e 5 intercetti, venendo premiato con la prima convocazione al Pro Bowl in carriera e inserito nel Second-team All-Pro.

### Tampa Bay Buccaneers
L'11 marzo 2014, Verner firmò coi Tampa Bay Buccaneers un contratto quadriennale del valore di 26,5 milioni di dollari, 14 milioni dei quali garantiti.

### Miami Dolphins
Il 25 luglio 2017, Verner firmò con i Miami Dolphins.

## Palmarès
- Convocazioni al Pro Bowl: 1

2013
- Second-team All-Pro: 1

2013
- Difensore della AFC della settimana: 1

4ª del 2013

## Statistiche
| Partite totali      | 64  |
| Partite da titolare | 47  |
| Tackle              | 288 |
| Sack                | 0,0 |
| Intercetti          | 11  |
| Fumble forzati      | 2   |

Statistiche aggiornate alla stagione 2013